# Dietrich von Zedlitz-Leipe
Dietrich (Dietz) Gustav Sigismund Freiherr von Zedlitz-Leipe (* 5. April 1859 auf dem Rittergut Käntchen, Niederschlesien; † 6. Oktober 1946 in Leipzig) war ein deutscher Verwaltungsbeamter und Rittergutsbesitzer.

## Herkunft
Er entstammte dem schlesischen Adelsgeschlecht der Zedlitz. Seine Eltern waren Gustav Archibald von Zedlitz-Leipe (1824–1914) und dessen Ehefrau die Gräfin Johanna zur Lippe-Weissenfeld (1828–1862).

## Leben
Von Zedlitz-Leipe studierte Rechtswissenschaften an der Ruprecht-Karls-Universität Heidelberg. 1877 wurde er Mitglied des Corps Saxo-Borussia Heidelberg. Nach dem Studium trat er in den preußischen Staatsdienst ein. Zunächst Regierungsassessor, wurde er 1890 Landrat des Landkreises Schweidnitz. Das Amt hatte er bis 1919 inne. Anschließend lebte er bis zu seiner Vertreibung aus Schlesien auf seinem Rittergut Käntchen (jetzt Kątki, zu Marcinowice) im Kreis Schweidnitz.

## Auszeichnungen
- Ernennung zum Geheimen Regierungsrat, 1909[5]